# Hunyuan
Hunyuan léase Jun-Yuán (en chino:浑源县,pinyin:Húnyuán xiàn) es un condado bajo la administración directa de la ciudad-prefectura de Datong. Se ubica al norte de la provincia de Shanxi, este de la República Popular China. Su área es de 1965 km² y su población total para 2018 fue +300 mil habitantes. En esta región se encuentra el Monte Heng una de las cinco montañas sagradas del taoísmo.

## Administración
El condado de Hunyuan se divide en 18 pueblos que se administran en 6 poblados y 12 villas.